# Атилл, Дайана
Дайана Атилл (англ. Diana Athill, 21 декабря 1917, Лондон — 23 января 2019, Лондон) — британский литературный редактор, прозаик и мемуаристка, работавшая с наиболее выдающимися писателями XX века в лондонской издательской компании Andre Deutsch Ltd.

## Юные годы
Дайана Атилл родилась в Кенсингтоне, Лондон, во время бомбардировки цеппелинами в годы Первой мировой войны. Она росла и воспитывалась в английском графстве Норфолк, в загородном доме Дитчингем Холл.
Её родителями были майор Лоуренс Атилл (1888—1957) и Элис Карр Атилл (1895—1990). У неё был брат Эндрю и сестра Пейшенс. Её дедом по материнской линии был биограф Уильям Карр (1862—1925). Отцом её бабушки по материнской линии был Джеймс Франк Брайт (1832—1920), магистр Оксфордского университетского колледжа.
Атилл окончила колледж Леди-Маргарет-холл в Оксфорде в 1939 году и работала на ВВС в течение Второй мировой войны.

## Карьера
После войны Атилл помогла своему другу Андре Дойчу основать издательство Аллана Уингейта, а через пять лет, в 1952 году, была директором-основателем издательской компании, которая получила его имя. Она тесно сотрудничала со многими авторами Deutsch, в том числе с Филипом Ротом, Норманом Мейлером, Джоном Апдайком, Мордехаем Рихлером, Симоной де Бовуар, Джин Рис, Гиттой Серени, Брайаном Муром, В. С. Найполом, Молли Кин, Стиви Смит, Джеком Керуаком, Чарльзом Уилером, Маргарет Этвуд и Дэвидом Гурром.
Атилл оставила работу в Deutsch в 1993 году в возрасте 75 лет после свыше 50 лет издательского дела. Она продолжала влиять на литературный мир своими откровенными воспоминаниями о редакторской карьере.
Её первой собственной книгой стал сборник рассказов «Неизбежная задержка» (1962), также она опубликовала ещё два художественных произведения: роман «Не смотри на меня так» (1967), в 2011 году ещё один том рассказов «Летняя ночь в работном доме». Однако она наиболее известна своими книгами воспоминаний, первая из которых была «Вместо письма» 1963 г. Эти воспоминания написаны не в хронологическом порядке, в «Вчерашнем утре» (2002) рассказывается о её детстве. Также она перевела различные произведения с французского языка.
В 2004 году Атилл появилась в радиопередаче «Desert Island Discs», выбрав «The Creation» Гайдна самой ценной из восьми пластинок, а среди книг — «Ярмарку тщеславия» Теккерея.
В 2008 году она получила премию Коста за свои мемуары о старости «Где-то ближе к концу». В 2009 году эта книга принесла ей вторую награду от Национального круга книжных критиков.
За заслуги в литературе Атилл стала офицером ордена Британской империи во время новогодних наград 2009 года.
В июне 2010 года BBC снял о ней документальный фильм «Позорно стареть» из серии «Воображения». В 2013 году её включили в список «The Guardian» 50 лучше одетых среди тех, кому за 50.
В 2011 году издательство Granta Books опубликовало сборник писем Атилл к американскому поэту Эдварду Филду «Вместо книги: Письма другу», который охватывает их интимную переписку на протяжении 30 лет (он хранил все письма от неё, она — ни одного его письма). Granta Books опубликовало ещё две её книги: «Живой, живой, ой!: И другие важные вещи» в 2015 году и «Дневник из Флоренции» в 2016 году.

## Личная жизнь
По словам журналиста Мика Брауна, "она объясняет свой побег от условностей своей первой любовью, Тони Ирвином, пилотом Королевских ВВС, в которого она влюбилась в возрасте 15 лет и который был благословен, по её словам, «очень открытым подходом к жизни». Неудача её отношений с Ирвином (названного Полом в «Вместо письма»), её «большая любовь», «затмило» много лет: «Мои дела после этого стали мелочными, насколько было возможно. Я боялась интенсивности, потому что знала, что мне будет больно». Ирвин пошёл на войну в Египте и в конце концов перестал отвечать на письма Атилл, а через два года разорвал их обручение. В возрасте 43 лет у Атилл произошёл выкидыш.
Она называла себя «лохом для угнетённых иностранцем», склонность, которую она охарактеризовала как «забавный перегиб» в своём материнском инстинкте: «Я никогда особенно не хотела детей, но это вышло потому, что я любила неудачников». Один её любовник, египетский писатель Вагуи Гали, страдавший депрессией, покончил жизнь самоубийством в собственной квартире. Её самым выдающимся романом, о котором она затем написала книгу, были «скоростные и отчётливо странные» отношения с Хакимом Джамалом, американским чернокожим радикалом, утверждавшим, что он Бог и двоюродный брат Малкольма Икса. Любовницу Джамала, Гейл Бенсон, убили лидеры Чёрной силы Тринидада, которую возглавлял Майкл Икс. Через год Джамала убили. Рассказ Атилл об этих событиях опубликовали в 1993 году под названием «Притворись: Правдивая история».
Самые длительные её отношения были с ямайским драматургом Барри Рекордом. Роман длился восемь лет, но он делил с ней квартиру в течение сорока лет. Она описала это как «уединённый» брак.
В конце 2009 года она переехала в квартиру в резиденции для «активных людей пожилого возраста» на севере Лондона, сказав об этом решении: «Почти сразу по прибытии домой я поняла, что мне подходит. И, безусловно, это так. Жизнь без волнений в уютном маленьком гнёздышке…» Даже в старости она снова подчёркивала, что не жалеет о том, что не имеет собственных детей, говоря: «Я очень люблю некоторых молодых людей моего знакомого и счастлива, что они в моей жизни, но жалею ли я, что они не мои потомки? Нет…»
Атилл умерла в хосписе в Лондоне 23 января 2019 года в возрасте 101 года после непродолжительной болезни.
Её племянник и наследник, историк искусства Филип Атилл — директор дилерского центра и галереи Abbott and Holder.

## Частичная библиография

### Художественная литература
- 1962: Неизбежная задержка, рассказ
- 1967: Не смотри на меня так: Роман. Лондон: Chatto & Windus. Новое издание, Granta Books, 2001. ISBN 978-1862074415
- 2011: Летняя ночь в работном доме, рассказ. Лондон: Persephone Books. ISBN 978-1903155820

### Автобиография
- 1963: Вместо письма. Лондон: Chatto & Windus. Новое издание, Granta Books, 2001. ISBN 978-1862074545
- 1986: После похорон — лауреат премии Дж. Р. Акерли за автобиографию. Лондон: Jonathan Cape. ISBN 978-1847086334
- 1993: Заставить поверить. Лондон: Синклер-Стивенсон. Переиздано, Granta Books, 2012. ISBN 978-1847086327
- 2000: Стет: Мемуары, Лондон: Granta Books. ISBN 1-86207-388-0
- 2002: Вчерашнее утро: Очень английское детство. Лондон: Granta Books. ISBN 978-1847084262
- 2008: Где-то ближе к концу — лауреат премии Коста за биографию. Лондон: Granta Books.ISBN 978-1-84708-069-1
- 2009: Life Class: Избранные воспоминания Дайаны Атилл. Лондон: Granta Books. ISBN 1-84708-146-0
- 2011: Вместо книги: Письма другу. London Granta Books. ISBN 978-1-84708-414-9
- 2015: Живой, живой, ой!: И другие важные вещи. London Granta Books. ISBN 978-1783782543
- 2016: Дневник из Флоренции. London Granta Books. ISBN 978-1-78378-316-8